# Maggie Kuhn
Margaret (Maggie) Eliza Kuhn, född 31 augusti 1905 i Buffalo, New York, död 22 april 1995 i Philadelphia, var en amerikansk aktivist.
Kuhn grundade 1972 i Philadelphia organisationen Gray Panthers som ett nätverk för äldre personer i syfte att motverka åldersdiskriminering. Organisationen sprider information och propagerar för bland annat ökad representation av äldre i medierna samt förbättring av hälsovård och vårdboenden. Organisationens slogan är "Bort från gungstolen, ut på gatan".